# 構成管理データベース
構成管理データベース（Configuration Management Database、CMDB）とは、情報システムの全コンポーネントに関する情報の統合された保管・管理（構成管理）を行うデータベース。

## 概要
CMDB は組織がコンポーネント間の関係を理解することを支援し、その構成を管理できるようにする。CMDB は ITIL フレームワークの構成管理プロセスの中核となっている。
CMDB は構成要素（configuration item、CI）とその重要な属性の詳細を記録し、CI同士の関係を記録する。CIは一般に3つの構成可能な属性で記述される:
1. 技術的属性
2. 所有者属性
3. 関係属性

CMDB実装で鍵となるのは、CIに関する情報を自動的に発見する能力（自動検出）と変更に自動的に対応できる能力である。
自動的に対応するためには、インベントリ収集や監視システム、サービスデスク、チケットシステムとのAPI連携が必要となる。
CMDB にはメタデータが含まれるため、こちらも大規模なIT組織で使われているメタデータ・リポジトリ（あるいはレジストリ）と概念的にオーバーラップする。構成管理はデータの保持と更新の方法を与えるものであり、その部分がメタデータ・リポジトリでは従来から弱点とされていた。